# 朝長正男
朝長正男（ともなが まさお、1898年2月7日 - 1983年4月11日）は、日本の実業家。長崎県大村市出身で鎮西学院、関西学院高商を卒業、江商（現兼松）株式会社副社長、相談役を経て、母校である関西学院大学理事、千刈cc理事長、（社）関西ゴルフ連盟常務理事、茨木CC理事・鳴尾GC理事とし関西学院大学、関西ゴルフ界の発展に寄与した人物である。大正11年（1922年）関西学院高商卒業。

## 略歴
関西学院体育会のモットーである「Noble Stubbornness（ノーブル　スタボネス）品位ある不撓不屈の精神」は、大正9年に関西学院高商庭球部主将であった朝長が、ライバルの神戸高商（神戸大学）庭球部に完敗した時に庭球部部長であった畑歓三教授に、この悔しさを忘れない為に依頼して作られたモットー、標語である。
卒業後、江商株式会社（現在の兼松）に入社。イギリス・インド支店時代の1927年（昭和2年）には全インドテニス選手権大会にてシングル・ダブルス・ミックスダブルスの3冠優勝、
1929年（昭和4年）には西インドテニス選手権大会シングル優勝も果たす。後に天津支店長、戦後は東京支店長、副社長、相談役を歴任する。また、関西ゴルフ界発展に貢献し、母校関西学院大学によるゴルフ場、千刈カンツリー倶楽部を学院関係者、学生時代よりの友人であるJ.Eクレーン、天野利三郎と共に創立開場に導き、其の中心人物として初代キャプテン、3代目理事長を務め、「ミスターセンガリ」の名で呼ばれた。
1964年（昭和39年）日本に初めてティフトン芝をアメリカより輸入植え付けをし、初めてコース全体に自動バルブスプリンクラーを設置したのも朝長である。